# باكزه أمين خاكي
باكزه أمين خاكي شاعرة عراقية ولدت في بغداد (1936 - 2003 م) من أبوين عربيين وينحدر والدها من قبيلة ربيعة العربية[بحاجة لمصدر]. تعلمت تعليما نظاميًا في بغداد، وواصلت تعليمها حتى التحقت بالمدرسة الثانوية في مدينة كركوك بصحبة والدها الضابط في الجيش العراقي وتخرجت فيها، مما أهلها للالتحاق بكلية الآداب في جامعة بغداد (1950).
حصلت على ليسانس الآداب قسم اللغة العربية- جامعة بغداد. حصلت على الدبلوم العالي في تنمية المجتمع في المركز الدولي بسرس الليان - مصر.
اشتركت في عديد من التظاهرات الوطنية وتعرضت للمحاكمة والاعتقال قبل ثورة تموز. اشتركت في معركة الجسر وأصيبت وكتبت عنها الصحافة العراقية تحت عناوين (فتاة الجسر) قبل ثورة تموز.
اكتسبت الجنسية المصرية بالزواج من المهندس / سمير عثمان خريبه (الخبير الدولي بالأمم المتحدة) واقيمت في القاهرة ولها أربعة أنجال (ثلاث بنات الأولى دكتورة، والثانية اثرية، والثالثة محاسبه وولد المستشار / سليمان سمير عثمان خريبه).
نشرت لها معظم الصحف العراقية والكويتية والأهرام المصرية والنيابة العامة المصرية.

## مشاركات وأوسمة
اشتركت في عدة مؤتمرات:
- مؤتمر الشباب الأسيوي الأفريقي 1959 - القاهرة،
- مؤتمر تنمية المجتمع 1961- بيروت،
- مؤتمر الاتحاد النسائي العربي 1966- القاهرة،
- مؤتمر القوة الشعبية العربية 2001- بغداد،
- مؤتمر القوة الشعبية العربية 2002- بغداد.

حصلت على وسام الماجدة للإبداع الشعري من الاتحاد النسائي العراقي في مؤتمر القوى الشعبية العربية سنة 2002.

## الإنتاج الشعري
لها قصائد في كتاب «معجم الشعراء»، وكتاب «المرأة العراقية المعاصرة»، وكتاب «شعراء بغداد»، ولها قصائد نشرتها صحف ومجلات عصرها في العراق منها: «حدثيني» - مجلة أهل النفط - مايو 1953، و«حياتي» - مجلة الرسالة الجديدة - س2 - مايو 1953، و«الربع الحزين» - الرسالة الجديدة - ع1 - س1 - نوفمبر 1953، و«أحاديث صيف» - الرسالة الجديدة - ع3 - س1 - يناير 1954، و«أسطورة الدير» - الرسالة الجديدة - ع5 - س1 - مارس 1954، و«يا قلب» - الرسالة الجديدة - ع6 - س1 - أبريل 1954، و«حذر» - مجلة أهل النفط - ع66 - س6 - ديسمبر وفبراير 1956، ولها ديوان (أو مجموعة شعرية) بعنوان «الساقية» - (مخطوط) وتشير بعض المصادر إلى وجود جموعتين
أخريين بعنوان: غدا نلتقي - وألف ليلة وليلة.

## من آخر قصائدها
من آخر قصائد الشاعرة باكزة أمين خاكي
العراقية /المصرية
"سلمت يا عراق"
نشرت في جريدة الأهرام
أجحافل الأقزام داست في حقولك يا عراق... بلا حذر
وتوغلت تهدي إلى أطفالنا خوفا وذعر
وتوسدت عذراء بغداد الحطام.... أنينها هز الحجر
وصراخ أطفال الرياض تحرقت أجسادهم تحت اللهيب المستعر
ونظرت في كل الوجوه لعلني أحظى بشيء للنبي المنتظر
وصرخت من أعماق قلب يعتصر
الله أكبر فالعروبة تحتضر
يا قمرا... اسطع علي بغداد يا أبهي قمر
امسح جراح البائسين..أنـر دروب العز.. والمجد الأغر
يا موطني.. لملم جراحك يا أبي ولا تفر
كم للفوارس كبوة رغم البسالة... وقعها لا يغتفر
اني عهدت سعفك يا فرات مواضيا لا تنكسر
يا موطني..أوقـد رمالك يا عراق فملؤها زيت
وصب فوق العدا... نار وشر
من قال عاصمة الرشيد استسلمت للغاصبين... فقد كفر
وبرغم كل النائبات سمعت صوتا عطر الآفاق
فاذ به صوت الشهيد مرتلا
سلمت يا عراق.....سلمت ياعراق